# دبي الثقافية (مجلة)
دبي الثقافية هي مجلة ثقافية تصدر عن دار الصدى للصحافة والنشر والتوزيع في دبي، وهي مجلة شهريّة تصدر أول كل شهر وتعنى بالأدب والفن والفكر. صدر العدد الأول منها في أكتوبر 2004 وقد توقفت عن الصدور في 2016.

## المجلة في سطور

مجلة تصدر في الإمارات العربية المتحدة، من إمارة دبي، عن دار الصدى للصحافة ولإعلام. يترأس تحريرها الشاعر الإماراتي الكاتب والإعلامي سيف المري، أما إدارة التحرير فكانت للفنان التشكيلي والروائي المصري ناصر عراق، ثم تلاه الكاتب المسرحي والإعلامي السوري نواف يونس. تشكـّـل هذه المجلة علامة فارقة في المشهد الثقافي العربي، لتنوعها، وتبويبها المختلف، إضافة إلى سلسلة كتابها الشهري، الذي يُـعتبر هدية قيّـمة ترفد الثقافة العربية والإنسانية، وتؤسس مكتبة مجانية في منزل كل قارئ، كما أنها تشجع الكتابة الإبداعية من خلال جائزتها السنوية. وما زالت مجلة "دبي الثقافية"، تسعى إلى أن تكون سبّـاقة في العالم إلى التطور الثقافي، الهادف، والاختلاف الرائي المميز. 

## هيئة التحرير
- سيف المري - المدير العام ورئيس التحرير
- نواف يونس- مدير التحرير
- يحيى البطاط - عضو هيئة التحرير
- محمد غبريس - عضو هيئة التحرير
- رانيا حسن - عضو هيئة التحرير
- غالية خوجة - عضو هيئة التحرير

## كتاب دبي الثقافي
إلى جانب الإصدار الشهري للمجلة يتم إصدار كتاب دبي الثقافي مع المجلة شهريّا وهو كتاب أو كتابين الصغير تصدر منذ إنشائها. تم إصداره أولا باسم كتاب الصدى ثن تم تغيير الاسم إلى كتاب دبي الثقافي عام 2004 وتكون الإصدارات منوعة ما بين ورايات وفكر ونقد ومواضيع أخرى.

## جائزة مجلة دبي الثقافية للإبداع
- انظر مقالة: جائزة مجلة دبي الثقافية للإبداع

وإضافة إلى ذلك، وتشجيعاً للكتاب والفنانين والنقاد والمبدعين، فإن للمجلة جائزة تعرف باسم (جائزة دبي الثقافية للإبداع)، وصلت قيمتها إلى 200000 دولار، في دورتها الثامنة (2012/2013)، موزعة إلى ثلاثة فروع، وذلك بعد أن تم إضافة فرع جديد لها في هذه الدورة والمتمثل في (المبحث النسوي العربي):
- أولاً: جائزة شخصية العام الإماراتية (ثقافياً وإبداعياً) وقيمتها 25.000 دولار.
- ثانياً: جائزة الشعر والقصة القصيرة والرواية والفنون التشكيلية والحوار مع الغرب والتأليف المسرحي والأفلام التسجيلية.
- ثالثاً: جائزة المبحث النسوي العربي، وقيمتها (20000) دولار.

1. مجال الشعر، الجائزة تُمنح لأفضل مجموعة شعرية باللغة العربية الفصحى: الفائز الأول (10000) دولار، الفائز الثاني: (6000) دولار، الفائز الثالث (4000) دولار، إضافة إلى جائزتين تقديريتين للفائزين الرابع والخامس لكل منهما ألف دولار.
2. مجال القصة القصيرة، تمنح لأفضل مجموعة قصصية مكتوبة باللغة العربية الفصحى: الفائز الأول (10000) دولار، الفائز الثاني: (6000) دولار، الفائز الثالث (4000) دولار، إضافة إلى جائزتين تقديريتين للفائزين الرابع والخامس لكل منهما ألف دولار.
3. مجال الرواية، وتمنح لأفضل رواية مكتوبة باللغة العربية الفصحى: الفائز الأول (10000) دولار، الفائز الثاني: (6000) دولار، الفائز الثالث (4000) دولار، إضافة إلى جائزتين تقديريتين للفائزين الرابع والخامس لكل منهما ألف دولار.
4. جائزة الفنون التشكيلية، تمنح لأفضل لوحة عن التراث والفلكلور: الفائز الأول (6000) دولار، الفائز الثاني (5000 دولار)، الفائز الثالث (4000) دولار، إضافة إلى جائزتين تقديريتين للفائزين الرابع والخامس لكل منهما ألف دولار.
5. جائزة (الحوار مع الغرب)، تُمنح لأفضل بحث عن كيفية محاورة الغرب ثقافياً وإعلامياً، وجوائزها كالتالي: الفائز الأول (10000) دولار، الفائز الثاني (8000) دولار، الفائز الثالث (6000) دولار، إضافة إلى جائزتين تقديريتين للفائزين الرابع والخامس لكل منهما ألف دولار.
6. جائزة (التأليف المسرحي)، تمنح لأفضل نص مسرحي مكتوب باللغة العربية الفصحى، وجوائزها كالتالي: الفائز الأول (10000) دولار، الفائز الثاني (6000) دولار، الفائز الثالث (4000) دولار، إضافة إلى جائزتين تقديريتين للفائزين الرابع والخامس لكل منهما ألف دولار.
7. جائزة (الأفلام التسجيلية)، تمنح لأفضل فيلم تسجيلي عن البيئة، وجوائزها كالتالي: الفائز الأول (10000) دولار، الفائز الثاني (6000) دولار، الفائز الثالث (4000) دولار، إضافة إلى جائزتين تقديريتين للفائزين الرابع والخامس لكل منهما ألف دولار.

### الشروط العامة
1. يحق لكافة المبدعين العرب تحت سن الأربعين المشاركة في هذه الجائزة، باستثناء جائزة الفنون التشكيلية فهي متاحة لجميع الأعمار.
2. لا يحق للمتسابق المشاركة في أكثر من فرع واحد من فروع الجائزة.
3. يرسل المتسابق ثلاث نسخ من عمله مطبوعة بالكمبيوتر مع كتابة فرع الجائزة على المظروف.
4. ألا تكون الأعمال منشورة من قبل (سواء ورقياً أو إلكترونياً)، وألا تكون قد نشرت في كتاب أو مطبوعة عربية أو على الإنترنت أو قدمت لإحدى المسابقات أو الجوائز الأخرى.
5. ألا يكون المشترك قد سبق له الفوز في الدورتين السابقتين.
6. بخصوص جائزة الفنون التشكيلية يرسل المتسابق لوحة لا تزيد مساحتها عن a3 ولا تقل عن a4 مستخدما أي خامة يفضلها (ألوان زيتية =-مائية – باستيل – الإكريليك- رصاص-… إلخ).
7. بخصوص جائزة الحوار مع الغرب يجب أن يتراوح البحث بين 25 ألف و 30 الف كلمة ومشفوعا بمصادر ومراجع البحث المقدم.
8. بخصوص جائزة الأفلام التسجيلية يرسل المتسابق الفيلم على قرص مدمج (cd) وألا تزيد مدته على عشر دقائق ويتناول البيئة.).
9. يرسل المتسابق اسمه كاملا وعنوانه بالتفصيل ورقم هاتفه وصورة شخصية حديثة وصورة من جواز سفره أو بطاقته الشخصية على عنوان دبي الثقافية.
10. المجلة غير ملزمة بإعادة الأعمال المشاركة لأصحابها.
11. آخر موعد لتسلم المشاركات هو((1/3/2013).
12. جميع الأعمال الفائزة واللوحات تصبح من حق المجلة لنشر ما تراه مناسباً.
13. لا يحق للمشاركين رفع قضايا أو تظلمات ضد الدار أو ضد لجان التحكيم أو الاعتراض على قرارات اللجان التي تعد نهائية وغير قابلة للمراجعة.
14. بالنسبة لجائزة المبحث النسوي العربي، فليس القصد ما خطته المبدعات العربيات فحسب، وإنما ما كتبه الباحثون والدارسون العرب عن الأدب النسوي أيضاً.
15. أن يملأ المتسابق استمارة الاشتراك. حيث سيتم استبعاد أي عمل لم يرفق به استمارة المشاركة، أو عدم اكتمال بياناتها.

### وصلات خارجية
- موقع المجلة-مؤرشف